# Старо гробље у Крчедину
 Старо гробље налази се североисточно од Крчедина, непосредно уз Ново гробље. Представља непокретно културно добро као споменик културе Србије.

## Опште информације
Гробље се налази на простору величине 100 х 250 м, а на њему се налази 300 надгробних споменика од камена пешчара углавном из 19. века и мањи број црвеног мермера споменика који су новијег датума. 
Натписи на надгробним споменицима на овом гробљу углавном су нечитки или су због старости избрисани, али се на основу неких индикација може претпоставити да један мањи број споменика датира из 19. века. Велики број старих споменика налази на једном месту, односно гробље је као целина у потпуности очувано што је јединствен случај и реткост.
Спомеником културе гробље је од стране Завода за заштиту споменика културе Србије проглашено 1971. године.